# Giuseppe Pastore
Giuseppe Pastore (Cuneo, 3 aprile 1800 – Torino, 1º aprile 1878) è stato un politico e generale italiano.

## Biografia
Ufficiale d'artiglieria del Regno di Sardegna, è nominato colonnello nel 1847, e l'anno successivo prese parte alla prima guerra d'indipendenza. Promosso maggior generale nel 1850, nel 1857 diviene tenente generale e nel 1859 comandante generale del Corpo di artiglieria della Regia Armata Sarda nella seconda guerra d'indipendenza. Passato nel Regio Esercito italiano dopo l'unità, diviene Presidente del Tribunale supremo di guerra dal 1862 al 1867, quando fu posto a riposo con il grado di generale d'armata.
Nel novembre 1862 è nominato senatore del Regno d'Italia.